# بالميرستون نورث
بالميرستون نورث (بالإنجليزية: Palmerston North)‏ هي مدينة، تتبع ماناواتو - وانجانوي، تبلغ مساحتها 326٬000٬000 متر مربع.

## المناخ
يظهر الجدول التالي التغييرات المناخية على مدار السنة لبالميرستون نورث:
| البيانات المناخية لـبالميرستون نورث | البيانات المناخية لـبالميرستون نورث | البيانات المناخية لـبالميرستون نورث | البيانات المناخية لـبالميرستون نورث | البيانات المناخية لـبالميرستون نورث | البيانات المناخية لـبالميرستون نورث | البيانات المناخية لـبالميرستون نورث | البيانات المناخية لـبالميرستون نورث | البيانات المناخية لـبالميرستون نورث | البيانات المناخية لـبالميرستون نورث | البيانات المناخية لـبالميرستون نورث | البيانات المناخية لـبالميرستون نورث | البيانات المناخية لـبالميرستون نورث | البيانات المناخية لـبالميرستون نورث |
| الشهر                               | يناير                               | فبراير                              | مارس                                | أبريل                               | مايو                                | يونيو                               | يوليو                               | أغسطس                               | سبتمبر                              | أكتوبر                              | نوفمبر                              | ديسمبر                              | المعدل السنوي                       |
| ----------------------------------- | ----------------------------------- | ----------------------------------- | ----------------------------------- | ----------------------------------- | ----------------------------------- | ----------------------------------- | ----------------------------------- | ----------------------------------- | ----------------------------------- | ----------------------------------- | ----------------------------------- | ----------------------------------- | ----------------------------------- |
| متوسط درجة الحرارة الكبرى °م (°ف)   | 23.0 (73.4)                         | 23.5 (74.3)                         | 21.5 (70.7)                         | 18.6 (65.5)                         | 15.8 (60.4)                         | 13.3 (55.9)                         | 12.7 (54.9)                         | 13.5 (56.3)                         | 15.3 (59.5)                         | 16.7 (62.1)                         | 18.3 (64.9)                         | 20.9 (69.6)                         | 17.8 (64.0)                         |
| المتوسط اليومي °م (°ف)              | 17.8 (64.0)                         | 18.3 (64.9)                         | 16.4 (61.5)                         | 13.6 (56.5)                         | 11.4 (52.5)                         | 9.1 (48.4)                          | 8.6 (47.5)                          | 9.2 (48.6)                          | 11.0 (51.8)                         | 12.4 (54.3)                         | 13.8 (56.8)                         | 16.2 (61.2)                         | 13.1 (55.6)                         |
| متوسط درجة الحرارة الصغرى °م (°ف)   | 12.5 (54.5)                         | 13.0 (55.4)                         | 11.2 (52.2)                         | 8.6 (47.5)                          | 6.9 (44.4)                          | 4.9 (40.8)                          | 4.6 (40.3)                          | 5.0 (41.0)                          | 6.6 (43.9)                          | 8.1 (46.6)                          | 9.3 (48.7)                          | 11.5 (52.7)                         | 8.5 (47.3)                          |
| الهطول مم (إنش)                     | 55.0 (2.17)                         | 67.8 (2.67)                         | 51.8 (2.04)                         | 65.9 (2.59)                         | 71.5 (2.81)                         | 95.1 (3.74)                         | 82.5 (3.25)                         | 76.9 (3.03)                         | 86.1 (3.39)                         | 96.4 (3.80)                         | 80.9 (3.19)                         | 87.5 (3.44)                         | 918.2 (36.15)                       |
| متوسط أيام هطول الأمطار (≥ 1.0 mm)  | 7.1                                 | 6.9                                 | 7.7                                 | 8.2                                 | 9.9                                 | 12.2                                | 11.6                                | 13.0                                | 11.9                                | 11.8                                | 10.3                                | 11.1                                | 121.7                               |
| متوسط الرطوبة النسبية (%)           | 75.3                                | 77.7                                | 79.4                                | 81.2                                | 85.8                                | 86.8                                | 86.8                                | 84.6                                | 79.7                                | 80.5                                | 76.7                                | 76.0                                | 80.9                                |
| ساعات سطوع الشمس الشهرية            | 212.4                               | 191.0                               | 173.5                               | 145.6                               | 109.3                               | 79.1                                | 103.8                               | 119.9                               | 124.2                               | 142.6                               | 165.3                               | 176.7                               | 1٬743٫5                             |
| المصدر: NIWA Climate Data           |                                     |                                     |                                     |                                     |                                     |                                     |                                     |                                     |                                     |                                     |                                     |                                     |                                     |

## مدن توأم
المدن التوأم:
- ميسولا، مونتانا.

## أعلام
- ستيفن أولد
- جيك غليسون
- أليستير براونينج
- جايكوب سبونلي
- فرانك أوليفر
- إدي تشارلتون
- مارغوت فورد
- وارين كول
- بريندون هارتلي
- إيلا كامبل